# Therese Comodini Cachia
Pour les articles homonymes, voir Cachia.
Therese Comodini Cachia, née le 23 février 1973 à Attard, est une femme politique et avocate maltaise.

## Biographie

### Études et carrière professionnelle
Therese Comodini Cachia étudie à l'université de Malte où elle obtient un doctorat de droit en 1997 puis un second doctorat, de droit international des droits de l'homme, en 2012.
Elle est avocate de profession, travaillant dans le domaine des droites de l'homme. Depuis 1997, elle représente des victimes de violations des droits de l'homme à plusieurs niveaux, par le biais de procédures judiciaires devant les cours supérieures de Malte mais aussi à la Cour européenne des droits de l'homme de Strasbourg.
Elle est chargée de cours à l'université de Malte où elle enseigne le droit des droits de l'homme. Elle coordonne également le diplôme de maîtrise en droits de l'homme à l'université. Auparavant, elle était conférencière invitée à l'université d'Utrecht aux Pays-Bas et à l'université européenne Viadrina de Francfort-sur-l'Oder, en Allemagne.

### Carrière politique
Therese Comodini Cachia est membre du Parti nationaliste. Elle se présente pour la première fois à une élection politique en mars 2013, lors des élections générales, mais n'est pas élue. 
Elle est élue députée européenne en mai 2014, figurant en troisième position de la liste du Parti nationaliste. Elle démissionne toutefois de son mandat européen à la suite de son élection en tant que membre de Chambre des représentants lors des élections générales du 3 juin 2017.